# آن غريت نورغارد
أن غريت نورغارد (بالدنماركية: Ann Grete Nørgaard)‏ مواليد 15 سبتمبر 1983، هي لاعبة كرة يد دانمركية تلعب كجناح أيسر. مثلت منتخب الدنمارك لكرة اليد للسيدات. شاركت في دورة الألعاب الأولمبية الصيفية سنة 2012. حققت المركز الثالث في بطولة العالم لكرة اليد للسيدات 2013.

## سجل المنافسة
شاركت في البطولات التالية:
- الألعاب الأولمبية الصيفية 2012
- بطولة العالم لكرة اليد للسيدات 2011
- بطولة العالم لكرة اليد للسيدات 2013
- بطولة العالم لكرة اليد للسيدات 2015
- بطولة أوروبا لكرة اليد للسيدات 2010
- بطولة أوروبا لكرة اليد للسيدات 2012
- بطولة أوروبا لكرة اليد للسيدات 2014

## الميداليات
| الميدالية | المسابقة                            |
| --------- | ----------------------------------- |
| برونزية   | بطولة العالم لكرة اليد للسيدات 2013 |

## وصلات خارجية
- آن غريت نورغارد على موقع الاتحاد الأوروبي لكرة اليد (الإنجليزية)
- آن غريت نورغارد على موقع أوليمبيديا (الإنجليزية)